# Trophoniphila
Trophoniphila is een geslacht van eenoogkreeftjes uit de familie van de Bradophilidae. De wetenschappelijke naam van het geslacht is voor het eerst geldig gepubliceerd in 1885 door McIntosh.

## Soorten
- Trophoniphila bradyi McIntosh, 1885